# BBC Monthey-Chablais
Il BBC Monthey-Chablais è una società di pallacanestro svizzera con sede a Monthey. Il suo colore sociale è giallo-verde e partecipa al massimo campionato elvetico di pallacanestro.
Gioca le sue partite alla palestra del College Reposieux.
Nella sua storia ha all'attivo nel palmarès due coppe di svizzera, vinte nel 2003 e nel 2006 e una Coppa di Lega conquistata nel 2016.
Ha conquistato il titolo svizzero nel 1996 e nel 2005
Nel 2017, guidata dall'allenatore Nikša Bavčević è giunta seconda nella regular season, nei play-off ha eliminato Losanna e Lugano battendo quindi in finale Ginevra per 4 partite a 2 aggiudicandosi il terzo titolo della sua storia.

## Roster 2023-24
| BBC Monthey-Chablais 2023-24 | BBC Monthey-Chablais 2023-24 |
| Giocatori                    | Staff tecnico                |
| ---------------------------- | ---------------------------- |

| N. | Naz.                                 | Ruolo | Nome             | Anno | Alt.   | Peso |  |
| -- | ------------------------------------ | ----- | ---------------- | ---- | ------ | ---- |  |
| 0  | Giamaica (bandiera)                  | C     | Warren Williams  | 1998 | 205 cm |      |  |
| 1  | Stati Uniti (bandiera)               | G     | Michael Forrest  | 1990 | 182 cm |      |  |
| 2  | Stati Uniti (bandiera)               | P     | Junior Robinson  | 1996 | 165 cm |      |  |
| 3  | Svizzera (bandiera)                  | AP    | Axel Louissaint  | 1996 | 198 cm |      |  |
| 6  | Svizzera (bandiera)                  | GA    | Thomas Fritschi  | 1998 | 187 cm |      |  |
| 9  | Svizzera (bandiera)                  | P     | Cristian Pottier | 2001 | 183 cm |      |  |
| 11 | Svezia (bandiera) · Malta (bandiera) | AC    | Michael Sjöberg  | 1999 | 203 cm |      |  |
| 12 | Svizzera (bandiera)                  | AP    | Joakim Merz      | 2004 | 189 cm |      |  |
| 14 | Svizzera (bandiera)                  | PG    | Maxime Rentsch   | 2002 | 188 cm |      |  |
| 17 | Svizzera (bandiera)                  | AP    | Ryan Muhr        | 2002 | 197 cm |      |  |
| 25 | Svizzera (bandiera)                  | P     | Zackary Zumstein | 2006 | 188 cm |      |  |
| 34 | RD del Congo (bandiera)              | AG    | Brandon Kuba     | 1998 | 201 cm |      |  |

| Allenatore                                                              |
| - Kris Chougkaz                                                         |
| Assistente/i                                                            |
| - Temelso Besserat Legenda - (C) Capitano - (IN) Inattivo - Infortunato |

## Palmarès
- Campionati svizzeri: 1996, 2005, 2017
- Coppa di Svizzera: 2003, 2006
- Coppa di Lega: 2016

## Cestisti
- Marin Bavčević dal 2015
- Terence Dials 2014-2015

## Allenatori
- 1976-1977 :  David Cullen
- Pierre Vanay
- Gilbert Gay
- ????-???? :  Georges Tissières
- 1998 :  Pierre Vanay
- 1983-1985 :  Sterling Edmonds
- 1985 :  Ricky Hood
- 1985-1986 :  Jean-François Buffat
- 1986-1987 :  Martin Halsey
- 1987 :  Pierre Vanay
- 1987-1988 :  Ed Gregg
- 1988-1989 :  Patrick Descartes
- 1989-1996 :  Étienne Mudry
- 1996-1998 :  Michel Roduit
- 1998 :  Pierre Vanay
- 1998-1999 :  Curtis Berry
- 1999-2001 :  Alain Porchet
- 2001-2002 :  Étienne Mudry
- 2002-2007 :  Sébastien Roduit
- 2007-2008 :  Nebojša Lazarević
- 2008 :  François Wohlhauser
- 2008-2009 :  Sébastien Roduit
- 2009 :  Darko Ristić
- 2009-2011 :  Thibaut Petit
- 2011-2013 :  Petar Aleksić
- 2013-2014 :  Marc Overney
- 2014-2015 :  Julian Martinez
- 2015 :  Christophe Roessli
- 2015-2017 :  Nikša Bavčević
- 2017 :  Nathan Zana
- 2017-2018 :  Branko Milisavljević
- 2018-2019 :  Emmanuel Schmitt
- 2019-2023 :  Patrick Pembele
- 2023-2025:  Kris Chougkaz
- 2025-:  José González Dantas